# Joonas Kolkka
Joonas Kolkka (Lahti, 28 settembre 1974) è un ex calciatore finlandese, di ruolo attaccante.

## Carriera

### Club
Ha cominciato nel Reipas Lahti, oggi Lahti, e successivamente ha giocato nel MyPa. Nel 1995 è andato nei Paesi Bassi, al Willem II; 3 anni dopo è stato comprato dal PSV, con cui ha potuto partecipare alla Champions League. Nel 2001 è andato al Panathīnaïkos. Dopo quell'esperienza ha girato l'Europa, cambiando team ogni anno: ha giocato con Borussia Mönchengladbach, Crystal Palace, ADO Den Haag, Feyenoord e, infine, NAC Breda.
Dopo un breve ritorno al Willem II, ha chiuso la carriera negli Stati Uniti d'America con il Texas Dutch Lions.

### Nazionale
Kolkka ha debuttato in nazionale il 26 ottobre 1994 nell'amichevole vinta per 0-7 in casa dell'Estonia.
In 16 anni in nazionale ha collezionato 98 presenze realizzando 11 reti.

## Palmarès

### Club

#### Competizioni nazionali
- Coppa di Finlandia: 1

MyPa: 1995
- Supercoppa dei Paesi Bassi: 1

PSV: 1998
- Campionato olandese: 2

PSV: 1999-2000, 2000-2001